# 卡姆扬卡河 (海丘尔河支流)
卡姆揚卡河（羅馬化：Kamianka）是烏克蘭的河流，屬於海丘爾河的左支流，發源自卡姆揚卡以南，流經扎波羅熱州，河道全長21.2公里，流域面積91.4平方公里。